# Maybe Not
Maybe Not är en singel släppt 2004 av sångaren Christian Walz. Det är den första singeln som släpptes från hans album Paint By Numbers.

## Listor
| Lista             | List-position |
| ----------------- | ------------- |
| Sverigetopplistan | 55            |